# Stenostauridia postdiscalis
Stenostauridia postdiscalis är en fjärilsart som beskrevs av Sergius G. Kiriakoff 1964. Stenostauridia postdiscalis ingår i släktet Stenostauridia och familjen tandspinnare. Inga underarter finns listade i Catalogue of Life.